# أليكساندر رودريغيز دي أوليفيرا
أليكساندر رودريغيز دي أوليفيرا (23 يناير 1978 بريسيفي في البرازيل - ) هو لاعب كرة قدم برازيلي في مركز الوسط. لعب مع جامعة كلوج وجمعية بورتوغيزا الرياضية ونادي إنترناسيونال ونادي سبورت ريسيفه ونادي سانتا كروز ونادي ناوتيكو وSerrano Futebol Clube (PE) ‏.